# مارشال فرانك
مارشال فرانك هو كاتب ومستشرق ولد في فيلادلفيا في نيويورك ثم انتقل إلى ميامي بفلوريدا، يعيش في فلوريدا مع زوجته سوزان وهي فنانه تحترف النحت وتستخدم الطين والخزف، ولديها خمسة أطفال من زوجها السابق .

## مسيرته
مارشال فرانك هو نقيب متقاعد من قسم شرطة ميامي ديد حيث أمضى معظم سنواته الثلاثين في التحقيق في جرائم القتل أو قيادة من فعلوا ذلك.
سافر فرانك على نطاق واسع في جميع أنحاء البلاد كمستشار في مجال إنفاذ القانون/الأمن، ومدرس ومحاضر في مجال العدالة الجنائية. وهو عضو في العديد من المنظمات المهنية لإنفاذ القانون والكتاب.
منذ تقاعده، ألف فرانك 15 كتابًا، سبعة منها خيالية وثمانية غير روائية. تم التعاقد على حقوق الأفلام لثلاثة من كتبه الخيالية. أحدث إصداراته غير الخيالية من إيفرلي بوكس، "أمريكا: الفتح من الداخل" هو عبارة عن سجل مدروس جيدًا لكيفية تآمر القوى المتطرفة للإسلام العالمي لغزو الحضارة الغربية.
قام فرانك أيضًا بتأليف أكثر من ألف مقال في المجلات والصحف، وهو مساهم تحريري متكرر في فلوريدا توداي، في مقاطعة بريفارد، فلوريدا. وهو يحتفظ بموقع مدونة حيث ينشر مقالات محفزة حول عدد لا يحصى من المواضيع، من السياسة والجريمة والقضايا الاجتماعية والإسلام الراديكالي وحتى الصور المتحركة. تولد مدوناته العديد من الردود المثيرة للجدل.
وهو أيضًا متحدث ضيف متكرر في المكتبات والمنظمات المدنية والمؤتمرات والنوادي الخاصة، بالإضافة إلى عازف كمان ترفيهي مع شريكه في البيانو، الدكتور جاي بارنهارت، الفاحص الطبي المتقاعد. عادةً ما يتم حجزهم باسم "The Dick-Doc Duo".
يعيش في ملبورن، فلوريدا، مع زوجته سوزان، وهي فنانة نحاتة. لديه خمسة أطفال بالغين من زواج سابق.
فرانك حاصل على درجة البكالوريوس في العدالة الجنائية.

## مهنته
عمل أولا عازف كمان وسيمفونيات في صالة رقص ثم تحول إلى شرطي ، حصل على شهادة بكالوريوس في العدالة الاجتماعيه، عمل في الإستخبارات الإجراميه ( قسم القتل والجريمة وتفتيش الموظفين ) ، وشهد أمام الكونغرس الأمريكي عن ملف الجريمة في أمريكا في مايو 1980 .
سافر فرانك في معظم الولايات محاضرًا، ومدرّبًا، ومستشارًا للأمن، وهو أيضًا يتردد كمتكلم ضيف على المكتبات العامة، والمنظمات المدنية، والمؤتمرات والنوادي الخاصة، كمستشرق خبير في المجال الإسلامي والجالية الأمريكية المسلمة.
بعد أن أمضى حياته في عالم مقاومة الجريمة، والقتل والشذوذ والمخدرات، كلف ناشر أوروبي مارشال فرانك بكتابة كتابه ( الإسلام الفدائي في أمريكا ) والذي صدر عام 2006 وفيه يخوف الأمريكيون من الإسلام الأصولي داخل الولايات المتحدة الأمريكية ويحذر فيه من تحول الولايات المتحدة الأمريكية إلى الجمهورية الإسلاميه الأمريكية .

## الإستشراق
بالرغم من عدم تخصصه وخبرته في الإستشراق إلا أنه دخل عالم الإستشراق بدعم من مؤسسه غربيه .

## مقالاته
يعتبر فرانك مؤلف وكاتب مقالات قصيره ومعلق صحفي تحريري منتظم للأخبار، له عدة مقالات وقصص قصيره نشرت في الصحف والمجلات المختلفة
ومن بين مقالاته :
1. مقال بعنوان ( لقد حان الوقت للسكر ) من بين ماورد فيها : ( عندما يهاجم بيتي شخص، وليس هناك طرق للحوار، فليس أمامي إلا إبادة هؤلاء الذين يقسمون على إيذائي )
2. وفي مقالة أخرى نشرها في 13 أبريل في صحيفة الواشنطن تايمز هاجم فيها بريطانيا وإتهم شرطتها بأنها( تترك التطرف الإسلامي في كل مكان، إذ أن عندهم 12 محكمه من محاكم الشريعة، وهي ممدوحه من القطاع الإسلامي، ولكل رجل مسلم أربع زوجات، وحالات قتل الشرف، وزواج الأطفال والعنف المنزلي في المناطق الإسلاميه، أين الشرطة البريطانية التي تأبى الدخول خشية من العنف الإسلامي ؟ ) حسب إدعائه
3. وفي مقالة أخرى بعنوان ( الأخطار الأيديولوجيه ) : وصف الإسلام بالأصنام، والمسلمين بالوثنيين

حيث يقول فيها (الأصنام فوق المبادئ الأخلاقية، والوثنيون يحبون الخراف على المنحدر، حالة كمثل هذه الحالة حدثت في غيانا في نوفمبر 1978 عندما أقنع الواعظ المؤثر المدعو جيم جونز 909 من أتباعه الدينيين بقتل أنفسهم، وكان بينهم أكثر من 200 طفل ).
1. وفي مقالة أخرى ينسب كراهية اليهود للنبي محمد صلى الله عليه وسلم:

حيث يقول فيها ( كراهية اليهود طويلة المدى، ليس فقط في العصر الحالي، بل لها 1400 سنة منذ أيام النبي محمد صلى الله عليه وسلم . كراهية اليهود تعلم لأطفال المسلمين حول العالم من قبل آبائهم، ورجال الدين منذ قرون، تبتهج الهتافات الإسلامية وتتكلم بقسوة لطلب تنازلات إسرائيلية، وعلى العالم الإسلامي أن يتحمل المسئولية لإصلاح هذا الجفاء؛ لأن هذا الجفاء متأصل في دينهم ويسبب الخراب في كل أنحاء العالم )
وله العديد من المقالات الأخرى والندوات والمحاضرات التي يهاجم فيها الإسلام والمسلمين بما فيها من حقد وإستفزاز وكراهيه للإسلام والمسلمين .

## أفكاره
انتقد أيضا الرئيس الأمريكي باراك أوباما بسبب انحنائه أثناء مصافحته لملك السعودية عبد الله ابن عبد العزيز وانتقد تصريح أوباما بأن المملكة صديقة أمريكا ، وأيضا إتهم المساجد في أمريكا بأنها حصان طرواده ودعا أيضا إلى وقف هجرة ما أسماهم بأعداء اليهود والمسيحيين والأمريكيين في إشاره إلى ( المهاجرين المسلمين ) ، ودعا أيضا إلى وقف الهجرات غير الشرعية عن طريق المكسيك جنوب سان دياغو .

## كتبه
كتب عدة أعمال الخمسة الأولى منها تدور في فلك تخصصه الشرطي ، والقتل والجريمة والمخدرات و أيضا كتب عن الإسلام والمسلمين وهذه الكتب هي :
1. رواية مابعد النداء
2. مضايق مريعه رواية مياميه
3. على قبر أبائي 2003
4. يدعونني مومي 2005
5. المستتر 2006
6. الإسلام الفدائي في أمريكا 2006
7. من الكمان إلى العنف 2007